# Kirk Cameron
Pour les articles homonymes, voir Cameron.
Kirk Cameron est un acteur américain, né le 12 octobre 1970 à Los Angeles (Californie). Il se fait connaître grâce au rôle de Mike Seaver de Quoi de neuf docteur ? (1985–1992).
Il est le leader de l'organisation chrétienne évangélique The Way of the Master. Il cofonde The Firefly Foundation avec sa femme Chelsea Noble.

## Biographie

### Jeunesse
Kirk Thomas Cameron naît le 12 octobre 1970 dans le quartier de Panorama City, banlieue de Los Angeles, en Californie. Il y grandit avec ses sœurs cadettes Bridgette, Melissa et Candace — cette dernière étant également connue comme actrice dans le rôle de D.J. Tanner de La Fête à la maison (Full House), et ses parents Robert Cameron, professeur retraité, et Barbara Cameron (née Bausmith), mère au foyer,.
Adolescent, il prend des cours en pleine production de Quoi de neuf docteur ? (Growing Pains), au lieu de fréquenter une école publique ou privée. Toutefois, il va à certaines classes du lycée Chatsworth (en), dans la vallée de San Fernando, pendant les pauses de production, d'où il sort diplômé en 1988,.

### Carrière

#### Début
Kirk Cameron commence sa carrière à la télévision, à l'âge de 9 ans, dans une publicité pour céréales de petit déjeuner grâce au conseil d'une voisine qui n'est autre que la mère d'Adam Rich, celui qui incarne Nicholas Bradford dans Huit, ça suffit ! (Eight Is Enough, 1977-1981),. Il apparaît également dans les séries Bret Maverick (1981, inédit en France), Herbie, un amour de Coccinelle (Herbie, the Love Bug) et Lou Grant (1982), ainsi que les téléfilms Les Survivants du Goliath (Goliath Awaits, 1981) de Kevin Connor, Beyond Witch Mountain (1982) de Robert Day et Starflight One (Starflight: The Plane That Couldn't Land, 1983) de Jerry Jameson.
En 1983, à l'âge de 13 ans, il a pour son premier vrai rôle, celui d'Eric Armstrong, aux côtés de Michael Murphy, Janet Eilber et Louanne Sirota, dans la série dramatique Two Marriages, avant d'apparaître dans d'autres téléfilms, Il pleut des cadavres (More Than Murder) de Gary Nelson et Children in the Crossfire de George Schaefer, en 1984.

#### Quoi de neuf docteur?
En 1985, grâce à son potentiel, Kirk Cameron est choisi pour incarner Mike Seaver, aux côtés d'Alan Thicke, Joanna Kerns, Tracey Gold et Jeremy Miller, dans le sitcom Quoi de neuf docteur ? (Growing Pains) sur la chaîne ABC. Dans la même année, son rôle lui vaut le prix du meilleur jeune acteur dans une nouvelle série télévisée à la cérémonie des Young Artist Awards. Il devient vite l'idole des jeunes, nouveau statut de sex-symbol et les producteurs le voient « le prochain Michael J. Fox », apparaissant sur les couvertures de nombreux magazines pour adolescents. À ce moment-là, il gagne 50 000 dollars par semaine. Il est également dans une publicité de 60 secondes pour Pepsi lors du Super Bowl XXIV.
En 1987, après son apparition dans son premier long métrage La Dernière Passe (The Best of Times, 1986) de Roger Spottiswoode et le pilote de la série dérivée Un toit pour dix (Just the Ten of Us) — d'où le professeur de gymnastique catholique enseigne les élèves, dont Mike et Carol Seaver, au lycée, il est en tête d'affiche de Mon Père c'est moi (Like Father Like Son) de Rod Daniel, aux côtés de Dudley Moore. Il y incarne un lycéen qui échange de cerveaux avec son père, chirurgien cardiaque. Ce film a eu du succès auprès du public, contrairement au prochain film Une chance pour tous (Listen to Me, 1989) de Douglas Day Stewart, qui représente un flop.

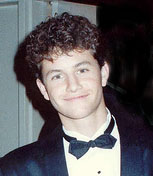
Kirk Cameron, en 1989.

En 1988, il est invité à jouer le cousin de D.J. Tanner, rôle interprété par sa sœur Candace, dans le dix-huitième épisode Cher cousin (Just One of the Guys) de La Fête à la maison (Full House).
En 1990, son comportement commence à changer, depuis sa conversion au protestantisme : il veille à ce que les intrigues soient modifiés ou supprimés, tout ce qui est trop adulte ou inapproprié pour la série,. Il découvre, un jour, que Julie McCullough, alors engagée l'année dernière pour le rôle de Julie Costello, nounou de Chrissy et petite-amie de Mike dans la quatrième saison, avait posé nue pour Playboy quelques années plus tôt et demande à la production de la licencier.
En 1992, après la septième saison, la série prend fin.

#### Du Disney au christianisme
En 1995, après des apparitions dans séries et téléfilms, il joue un lycéen, un cancre de sa classe, qui devient très intelligent après son accident de décharge dans le téléfilm Le Cerveau artificiel (The Computer Wore Tennis Shoes) de Peyton Reed, produit par Walt Disney Television. La même année, avec sa femme, Chelsea Noble, il devient Kirk Hartman, un illustrateur en herbe, dans le sitcom Kirk pour la chaîne The WB, qui va durer deux ans.
En 2000, après le film Disney Vie de chien, vie de château (You Lucky Dog, 1998) de Paul Schneider, il retrouve son personnage Mike Seaver et ses anciens camarades pour le téléfilm Quoi de neuf docteur ? le film (The Growing Pains Movie) d'Alan Metter, ainsi que Quoi de neuf docteur ? La Famille avant-tout (Growing Pains: Return of the Seavers, 2004) de Joanna Kerns. Il travaille avec Cloud Ten Pictures, une société de production qui produit des films sur le thème chrétien, et en joue dans plusieurs de leurs films, tels que le téléfilm dramatique L'Enfant qui ne voulait pas mourir (The Miracle of the Cards, 2001) de Mark Griffiths, inspiré du récit de Marion Shergold, la mère du jeune héros de l'histoire.
En 2002, il fonde, avec Ray Comfort, l’organisation évangélique The Way of the Master (litt. « La voie du maître »), ce qui l’amène à participer à des manifestations contestant le darwinisme,.

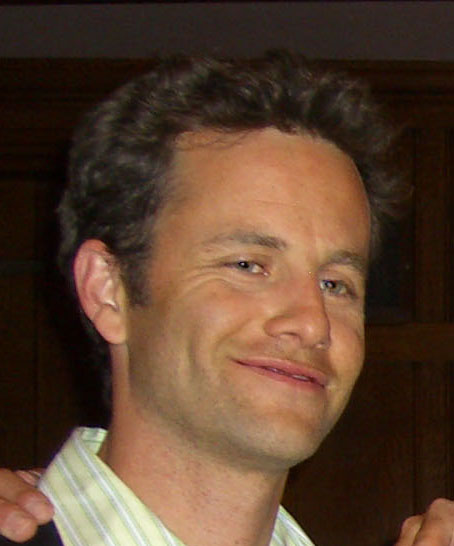
Kirk Cameron en 2007.

En 2008, il incarne le capitaine de la première station du service d'incendie d'Albany pour le film chrétien Fireproof d'Alex Kendrick, produit par Sherwood Pictures,.
En décembre 2019, il apparaît en tant que lui-même dans un épisode de la reprise La Fête à la maison : 20 Ans après (Fuller House), diffusée sur Netflix.

### Vie privée
En 1988, alors qu'il rendait visite à sa sœur dans un studio réservé pour la série La Fête à la maison (Full House), Kirk Cameron rencontre l'actrice Chelsea Noble en plein tournage de l'épisode De l'air, de l'air ! (The Seven-Month Itch), avant qu'ils ne jouent ensemble dans Quoi de neuf docteur ? (Growing Pains) entre 1989 et 1992. Ils se marient le 20 juillet 1991, et ont six enfants, dont quatre d'entre eux sont adoptés et deux autres sont leurs enfants biologiques.
En 1990, bien qu'il ait grandi athée et qu'il soit devenu chrétien évangélique de la nouvelle naissance à l'âge de 17 ans, il est converti au protestantisme,. Son comportement a beaucoup changé, ce qui l'aurait séparé des membres de la série Quoi de neuf docteur ?, car il n'a invité aucun d'entre eux à son mariage avec Chelsea Noble. En 2000, il présente ses excuses auprès de ses camarades à propos de son comportement, en ajoutant : « Si je pouvais revenir en arrière, je pense que je pourrais prendre des décisions sans pour autant blesser les acteurs – comme parler et leur expliquer pourquoi je voulais juste avoir ma famille à mon mariage. » En réalité, il voulait s'éloigner de l'industrie télévisuelle afin de se construire une nouvelle vie.

## Filmographie

### Cinéma

#### Longs métrages
- 1986 : La Dernière Passe (The Best of Times) de Roger Spottiswoode : Teddy
- 1987 : Mon père c'est moi (Like Father Like Son) de Rod Daniel : Chris Hammond / Dr Jack Hammond
- 1989 : Une chance pour tous (Listen to Me de Douglas Day Stewart : Tucker Muldowney
- 1989 : Les Willis (The Willies) de Brian Peck : Mike Seaver
- 1998 : The Birth of Jesus de Robert Marcarelli : Oncle Kirk (vidéo)
- 2000 : Left Behind: The Movie de Vic Sarin : Buck Williams (vidéo)
- 2002 : Left Behind II: Tribulation Force de Bill Corcoran : Buck Williams (vidéo)
- 2005 : Left Behind III: World at War de Craig R. Baxley : Buck Williams
- 2008 : Fireproof d'Alex Kendrick : le mari
- 2012 : Monumental: In Search of America's National Treasure de Duane Barnhart : lui-même (documentaire)
- 2013 : Unstoppable de Darren Doane : lui-même (documentaire)
- 2014 : Mercy Rule de Darren Doane : John Miller (vidéo)
- 2014 : Saving Christmas de Darren Doane : Kirk
- 2017 : Extraordinary de Scotty Curlee : Barry
- 2022 : Adopté (Lifemark) de Kevin Peeples : Jimmy Colton

#### Courts métrages
- 1998 : Straight at Ya de Daniel Kutt
- 2010 : Are You a Good Person? de Ray Comfort : M. Nice Guy (voix)
- 2017 : Come Home de Caleb Price : le père

### Télévision

#### Téléfilms
- 1981 : Les Survivants du Goliath (Goliath Awaits) de Kevin Connor : Liam
- 1982 : Beyond With Mountain de Robert Day : un garçon
- 1983 : Starflight One (Starflight: The Plane That Couldn't Land) de Jerry Jameson : Gary
- 1984 : Il pleut des cadavres (More Than Murder) de Gary Nelson : Bobby
- 1984 : Children in the Crossfire de George Schaefer : Mickey Chandler
- 1991 : A Little Piece of Heaven de Mimi Leder : Will Loomis
- 1994 : Le Souvenir de mon cœur (Star Struck) de Jim Drake : Runner
- 1995 : Le Cerveau artificiel (The Computer Wore Tennis Shoes) de Peyton Reed : Dexter Riley
- 1998 : Vie de chien, vie de château (You Lucky Dog de Paul Schneider : Jack Morgan
- 2000 : Quoi de neuf docteur ? Le Film (The Growing Pains Movie) d'Alan Metter : Mike Seaver
- 2001 : L'enfant qui ne voulait pas mourir (The Miracle of the Cards) de Mark Griffiths : Josh
- 2004 : Quoi de neuf docteur ? La Famille avant-tout (Growing Pains: Return of the Seavers) de Joanna Kerns : Mike Seaver

### Séries télévisées
- 1981 : Bret Maverick : un gars (2 épisodes)
- 1982 : Herbie, un amour de Coccinelle (Herbie, the Love Bug) : un jeune garçon (saison 1, épisode 1 : Herbie the Matchmaker)
- 1982 : Lou Grant : Joey DeMayo (saison 5, épisode 23 : Victims)
- 1983 : Two Marriages : Eric Armstrong (saison 1, épisode 2 : Relativity)
- 1985-1992 : Quoi de neuf docteur ? (Growing Pains) : Mike Seaver (167 épisodes)
- 1987 : Un toit pour dix (Just the Ten of Us) : Mike Seaver (pilote : Yo Coach (The Screen Test))
- 1988 : La Fête à la maison (Full House) : Steve, le cousin (saison 1, épisode 18 : Just One of the Guys)
- 1995-1996 : Kirk : Kirk Hartman (31 épisodes)
- 1995 : Hope and Gloria : lui-même (saison 1, épisode 10 : The Face with Two Men)
- 2001 : Les Anges du bonheur (Touched by an Angel) : Chuck Parker (saison 8, épisode 3 : The Birthday Present)
- 2002 : Associées pour la loi (Family Law) : Mitchell Stark (saison 3, épisode 12 : Blood and Water)
- 2019 : La Fête à la maison : 20 ans après (Fuller House) : lui-même (saison 5, épisode 8 : Five Dates with Kimmy Gibbler)

## Distinctions
Sauf indication contraire, les informations mentionnées dans cette section peuvent être confirmées par la base de données cinématographiques IMDb,  présente dans la section « Liens externes ».

### Récompenses
- Young Artist Awards 1986 : meilleur jeune acteur dans une nouvelle série télévisée pour Quoi de neuf docteur ?
- Saturn Awards 1987 : meilleur jeune acteur pour Mon Père c'est moi
- Young Artist Awards 1987 :
  - Meilleur jeune acteur dans une nouvelle série télévisée pour Quoi de neuf docteur ?
  - Meilleur jeune superstar masculin de la télévision
- People's Choice Awards 1988 : jeune acteur de télévision préféré
- People's Choice Awards 1989 : jeune acteur de télévision préféré
- Kids' Choice Awards 1990 : Acteur préféré de la télévision
- Razzie Awards 2014 : pire acteur pour Saving Christmas

### Nomination
- Golden Globes 1987 : meilleur acteur dans un second rôle dans une série, une mini-série ou un téléfilm pour Quoi de neuf docteur ?